# Bahamas en los Juegos Olímpicos de Helsinki 1952
Bahamas estuvo representada en los Juegos Olímpicos de Helsinki 1952 por un total de 7 deportistas que compitieron en 1  deporte: atletismo.  
El equipo olímpico de Bahamas no obtuvo ninguna medalla en estos Juegos.